# 斯氏华蜗牛
斯氏华蜗牛（学名：Cathaica semenowi）为巴蜗牛科华蜗牛属的动物。分布于俄罗斯以及中国大陆的新疆等地，生活环境为陆地，主要栖息于较干旱地区、丘陵缓坡、农田埂的杂草丛中、灌木树林、石块落叶下以及石土缝隙中。